# Studebaker
Studebaker was een Amerikaanse wagenmaker en later automobielconstructeur van 1852 tot 1966.

## Geschiedenis

### Voorgeschiedenis
Henri Studebaker was een landbouwer, smid en wagenmaker in Gettysburg (Pennsylvania, VS) in het begin van de 19e eeuw. Rond 1840 verhuisde hij naar Ohio (VS) waar hij zijn vijf zonen wagens leerde maken.
In die tijd waren de Verenigde Staten nog volop aan het groeien in westelijke richting. De vijf zonen van Henri Studebaker verspreidden zich mee.
Clement Studebaker en Henri Studebaker Jr. werden smid in South Bend (Indiana, VS). Eerst maakten ze metalen onderdelen voor goederenwagens om later zelf wagens te gaan bouwen. John Studebaker maakte kruiwagens in Californië, VS en Peter Studebaker produceerde wagens in Saint Joseph (Missouri, VS).
Hun zaak breidde sterk uit toen in 1848 de goldrush begon in Californië. Na de goldrush kocht John Henri uit en keerde terug naar Indiana. De jongste broer, Jacob Studebaker, stapte mee in de zaak en in 1852 startten ze een smederij in South Bend. In 1858 ging John terug naar Californië om kruiwagens te maken voor de goudmijnen. Zijn winst investeerde hij in de smederij. Die produceerde inmiddels wagens voor het Amerikaanse leger, wat doorging gedurende de hele Amerikaanse Burgeroorlog.

### Studebaker Brother's Manufacturing Company
In 1868 reorganiseerden de broers het bedrijf in de Studebaker Brother's Manufacturing Company. Hun motto werd Always give more than you promise (Geef altijd meer dan beloofd). De spoorwegen en de stoomschepen waren toen de grootste vrachtvervoerders geworden. Het bedrijf richtte zich daarom op burgers en landbouwers. De zaak van Peter Studebaker werd een bedrijfsdivisie.
In 1885 bereikte de productie 75.000 stuks en in 1887 beliep de omzet twee miljoen dollar. Op het hoogtepunt van de westelijke migratie werd een kwart van alle wagens door Studebaker gemaakt. Een ander kwart gebruikte onderdelen van Studebaker.

### Auto's

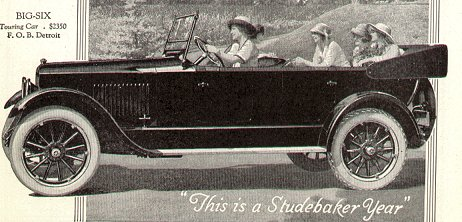
Studebaker Big Six advertentie uit 1920.

In 1897 begon Studebaker te experimenteren met voertuigen met een elektromotor. De eerste auto, de Studebaker Electric, werd in 1902 geïntroduceerd. In 1904 kwam de eerste Studebaker met benzinemotor uit. Deze werden gebouwd door Garford Company in Ohio, VS en verkocht onder de naam Studebaker-Garford.
Studebaker sloot ook een distributieakkoord met Everett-Metzger-Flanders (EMF) uit Detroit, VS. EMF zou de auto's produceren en Studebaker zou ze verkopen via haar verkoopsnetwerk voor wagens. Door problemen bij EMF waren de voertuigen echter onbetrouwbaar. Uit ongenoegen over die slechte kwaliteit nam Studebaker in 1910 de activa van EMF over. Studebaker betaalde monteurs om herstellingen uit te voeren bij iedere ontevreden klant, wat één miljoen dollar kostte. Tot 1913 bleef Studebaker auto's bouwen onder de namen EMF en Flanders.

### Studebaker Corporation
Na 1913 droegen alle geproduceerde auto's de naam Studebaker. Tot 1920 bleef het bedrijf nog wagens produceren. Daarna verhuisde de autoproductie van Detroit naar South Bend. Er werd ook begonnen met een lijn vrachtwagens; in die tijd begon de vrachtwagen immers paard en wagen te vervangen.
In 1926 was Studebaker de eerste Amerikaanse autobouwer die een testterrein aanlegde. In 1937 liet de onderneming daar vijfduizend dennenbomen planten die, vanaf hoogte gezien, S-T-U-D-E-B-A-K-E-R spelden.
In 1927 werd de Studebaker Erskine voorgesteld, die bestemd was voor de Europese markt, en werd Pierce-Arrow overgenomen, een producent van luxeauto's. De recessie, die begon na de Beurskrach van 1929, en een slecht management brachten Studebaker aan de rand van het faillissement in 1933. Paul Hoffman en Harold Vance wisten het bedrijf weer op het goede spoor te brengen.

### Hoogtijjaren
Van de jaren '20 tot de jaren 60 zorgde Studebaker voor vele technische en stilistische mijlpalen in de autogeschiedenis. Opmerkelijk waren de Studebaker President uit 1929 en de Studebaker Champion uit 1939. Met de Champion introduceerde Studebaker zich met succes in de lagere prijsklasse. Tot dan had het merk auto's gebouwd voor de middenklasse.
Vanaf 1938 werden de nieuwe modellen getekend door Raymond Loewy Associates (RLA).

### Tweede Wereldoorlog
Tijdens de Tweede Wereldoorlog had Studebaker defensiecontracten voor het bouwen van B-17 Flying Fortress motoren, de US6 6x6 vrachtwagens met een laadvermogen van 2,5 ton en de M29 en M29C Weasel. Na het bouwen van militaire vrachtwagens tijdens de oorlogsjaren kon Studebaker vrij snel terug overschakelen naar gewone pick-ups. De M-Serie uit 1941 liep door tot 1948. De succesvolle 2R-serie startte in 1949, de E-Serie in 1955, de Studebaker Transtar in 1956 en de Studebaker Champ in 1960.

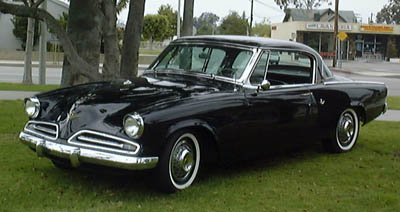
Een Studebaker Commander Starliner uit 1953. In de jaren 1980 werd deze auto door een internationale jury van autojournalisten vermeld in de top 10 van de mooiste auto's ooit gemaakt.

Studebaker hervatte ook de autoproductie met een nieuwe vormgeving voor haar auto's. Dit in tegenstelling tot de andere constructeurs die teruggrepen op hun vooroorlogse stijl. De nieuwe stijl werd in 1947 voorgesteld op de Studebaker Starlight Coupe. In 1950 werd de kogelneus-stijl geïntroduceerd en een jaar later, in 1951, de Studebaker V8.
In 1953 waren er de Loewy Coupes, ontworpen door RLA's hoofdonwerper Bob Bourke. Die modellen evolueerden uiteindelijk tot de Studebaker Speedster in 1955 en de Hawk-lijn in 1956.

#### België
D'Ieteren was voor de Tweede Wereldoorlog importeur van verschillende Amerikaanse merken waaronder Studebaker. Vanaf april 1949 werd de Studebaker Champion ook in België geassembleerd. Door de samenwerking van D’Ieteren en Studebaker werd Studebaker de op twee na populairste Amerikaanse auto in België, na Ford en Chevrolet. In 1960 werd de productie in Brussel gestopt vanwege financiële moeilijkheden. De fabriek ging verder met de productie van Volkswagen en Porsche.

### Fusie
Begin jaren 50 zorgden een aantal factoren ervoor dat Studebaker er slecht voor kwam te staan. Het bedrijf had te kampen met hoge loonkosten (de lonen en pensioenen behoorden tot de hoogste in de auto-industrie, waardoor Studebaker nooit een staking van de United Auto Workers meemaakte), kwaliteitsproblemen en de prijzenoorlog tussen General Motors en Ford Motor Company. Verder was het management te kortzichtig. Er waren nog genoeg middelen om nog tien jaar door te gaan, maar de harde concurrentie met de Grote 3 richtte het bedrijf te gronde.
Om er weer bovenop te komen stapte Studebaker mee in het plan van George Mason. Die meende dat de laatste onafhankelijke Amerikaanse constructeurs enkel zouden kunnen voortbestaan als ze samen opgingen in een concern. Met dat doel fuseerden Nash Motors en Hudson in 1954 tot American Motors (AMC). Packard nam in datzelfde jaar Studebaker over om Studebaker-Packard te vormen. Door een contractgeschil ging de fusie tussen AMC en Studebaker-Packard echter niet door en gingen beide apart verder. AMC bleef nog tot 1987 bestaan.
De financiële positie van Studebaker was echter veel erger dan Packard dacht en in 1958 trok de autobouwer een team managers aan van vliegtuigbouwer Curtiss-Wright. De lijnen van Packard werden stopgezet waarna Packard de Amerikaanse invoerder van Mercedes-Benz werd. Ook de Studebaker-dealers verkochten vanaf dan Mercedes.

### Ondergang
In 1959 kende Studebaker een korte heropleving met de introductie van de Studebaker Lark. Door deze succesvolle compacte auto werden even zwarte cijfers geschreven. Tegen 1961 werden echter weer verliezen geleden.

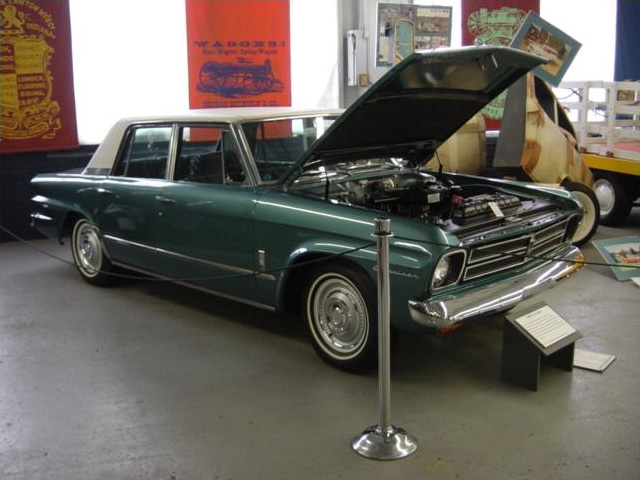
De laatste Studebaker: een Canadese vierdeurs Cruiser sedan

Vanwege de financiële situatie moesten de Lark en de Avanti sportwagen uit 1963 gebruikmaken van een ouder chassis en motor. Er kwam geen verbetering in de situatie en de fabriek in South Bend werd gesloten in december 1963. De merknaam Avanti werd verkocht aan Nate Altman die de auto als Avanti II bleef bouwen in South Bend. De productie van Studebaker verhuisde naar de enige overblijvende fabriek in Hamilton (Ontario, Canada). In 1966 werd daar de laatste Studebaker geproduceerd, een blauw-witte Cruiser. Daarna concentreerde het bedrijf zich, na 114 jaar voertuigen te hebben gebouwd, op haar nevenactiviteiten.
Na het stopzetten van de autoproductie gingen veel van Studebaker's dealers over op Mercedes. Het testterrein werd verkocht aan toeleverancier Bendix. Die gaf het weg om er een park van te maken dat Bendix Woods genaamd werd.
Studebaker zelf werd een investeringsmaatschappij die inkomsten trok uit haar eigendommen, waaronder STP, Gravely Tractor, Onan Electric Generators en Clarke Floor Machine. In 1967 werd die opgekocht door Wagner Electric. Studebaker werd ondergebracht bij Worthington om Studebaker-Worthington te vormen dat in 1979 werd overgenomen door McGraw-Edison. Die laatste werd in 1985 zelf overgenomen door Cooper Industries. Die verkocht enkele jaren later al haar auto-onderdeelafdelingen aan Federal-Mogul.

### Nageschiedenis
Vandaag de dag is er nog een restant van de voormalige autobouwer te vinden bij Studebaker-Worthington Leasing. Dat is een afdeling van de State Bank of Long Island (STB).

### Terugkeer?
In 2003 kondigde de huidige eigenaar van het merk Studebaker de introductie van een SUV aan die met de merknaam Studebaker zou verkocht worden. Op de autosalon van Chicago (VS) stond een demonstratiemodel van het model, de Studebaker XUV.
General Motors trok naar de rechtbank vanwege te grote gelijkenissen met hun Hummers. In 2004 werd de zaak in der minne geregeld nadat het concept van de XUV was aangepast. Later werd het bedrijf Avanti geveild, maar de biedingen en een eventuele verkoop werden niet publiek gemaakt. Wel produceert Avanti tegenwoordig weer auto's in de Mexicaanse stad Cancún.

## Modellen
Een overzicht van de automodellen die Studebaker door de jaren heen bouwde:
| Studebaker Big Six      | 1920-                           |
| Studebaker Commander    | 1927-1935, 1937-1958, 1964-1966 |
| Studebaker Dictator     | 1927-1936                       |
| Studebaker Erskine      | 1927-                           |
| Studebaker President    | 1927-1942, 1955-1958            |
| Studebaker Champion     | 1939-1958                       |
| Studebaker Land Cruiser | 1947-1954                       |
| Studebaker Starlight    | 1947-                           |
| Studebaker Conestoga    | 1954-1955                       |
| Studebaker Speedster    | 1955                            |
| Studebaker Scotsman     | 1957-1958                       |
| Studebaker Lark         | 1959-1966                       |
| Studebaker Avanti       | 1963-1964                       |

De Hawk-serie:
| Studebaker Flight Hawk       | 1956      |
| Studebaker Golden Hawk       | 1956-1958 |
| Studebaker Power Hawk        | 1956      |
| Studebaker Sky Hawk          | 1956      |
| Studebaker Silver Hawk       | 1957-1959 |
| Studebaker Hawk              | 1960-1961 |
| Studebaker Gran Turismo Hawk | 1962-1964 |